# We'll Meet Again
We'll Meet Again is een single van de Britse artieste Vera Lynn. De tekst en de muziek werden door Ross Parker en Hughie Charles geschreven.

## Achtergrond
We'll Meet Again wordt vaak met de Tweede Wereldoorlog geassocieerd. De titel betekent "Wij zullen elkaar weer zien", wat slaat op de mobilisatie en het vertrek van de soldaten naar het front. Hun families weten niet wanneer ze terugkeren - óf ze zelfs maar terugkeren, of elkaar pas in de hemel wederzien. Het lied werd vaak aan vertrekkende soldaten opgevoerd, zowel in het Verenigd Koninkrijk als in de Verenigde Staten.
We'll Meet Again komt ook in enkele films voor, zoals Dr. Strangelove van Stanley Kubrick en The Singing Detective van Dennis Potter. In 1943 werd er een  musicalfilm uitgebracht die was vernoemd naar het lied, met Lynn in de hoofdrol. Er zijn ook vele covers uitgebracht, onder meer door Benny Goodman (1942), The Byrds (1965), Sandy Coast (1966), Rod Stewart en de Faces (1971-1974), Johnny Cash (American IV: The Man Comes Around, 2002) en Joe Henry (1999). 
Tegenwoordig wordt We’ll Meet Again vaak op bevrijdingsdag (5 mei) op bevrijdingsfestivals opgevoerd. Daarnaast is het lied de traditionele afsluiting van het bevrijdingsconcert op de Amstel in Amsterdam.
We'll Meet Again is lang een van de favorieten geweest als begrafenismuziek; in 2006 stond de song op nummer 19 in de Uitvaart Top 50.
Op het Bevrijdingsplein in Ede is in een band van granieten tegels een fragment uit het lied op het plaveisel aangebracht.
In 2020 gebruikte Koningin Elizabeth II de titel van het lied in een televisietoespraak, die zij hield in verband met de coronacrisis in het Verenigd Koninkrijk.

## Evergreen Top 1000
| Evergreen Top 1000 "We'll Meet Again" | Evergreen Top 1000 "We'll Meet Again" | Evergreen Top 1000 "We'll Meet Again" | Evergreen Top 1000 "We'll Meet Again" | Evergreen Top 1000 "We'll Meet Again" | Evergreen Top 1000 "We'll Meet Again" | Evergreen Top 1000 "We'll Meet Again" | Evergreen Top 1000 "We'll Meet Again" | Evergreen Top 1000 "We'll Meet Again" | Evergreen Top 1000 "We'll Meet Again" | Evergreen Top 1000 "We'll Meet Again" | Evergreen Top 1000 "We'll Meet Again" |
| Jaar                                  | 2008                                  | 2009                                  | 2010                                  | 2011                                  | 2012                                  | 2013                                  | 2014                                  | 2015                                  | 2016                                  | 2017                                  | 2018                                  |
| ------------------------------------- | ------------------------------------- | ------------------------------------- | ------------------------------------- | ------------------------------------- | ------------------------------------- | ------------------------------------- | ------------------------------------- | ------------------------------------- | ------------------------------------- | ------------------------------------- | ------------------------------------- |
| Positie                               | -                                     | -                                     | -                                     | -                                     | -                                     | 167                                   | 134                                   | 115                                   | 120                                   | 150                                   | 293                                   |

## NPO Radio 2 Top 2000
| Nummer met noteringen in de NPO Radio 2 Top 2000 | '99 | '00 | '01  | '02  | '03 | '04  | '05 | '06  | '07  | '08  | '09  | '10  | '11  | '12  | '13  | '14  | '15  |
| ------------------------------------------------ | --- | --- | ---- | ---- | --- | ---- | --- | ---- | ---- | ---- | ---- | ---- | ---- | ---- | ---- | ---- | ---- |
| We'll Meet Again                                 | 554 | 789 | 1325 | 1297 | 718 | 1269 | 930 | 1278 | 1286 | 1117 | 1285 | 1250 | 1604 | 1688 | 1718 | 1899 | 1643 |

1. ↑  Een vetgedrukt getal geeft de hoogste notering aan.
2. ↑  Deze tabel is bijgewerkt tot en met de laatste editie (2024).